# Гольстенніндорф
Гольстенніндорф (нім. Holstenniendorf) — громада в Німеччині, розташована в землі Шлезвіг-Гольштейн. Входить до складу району Штайнбург. Складова частина об'єднання громад Шенефельд.
Площа — 12,07 км2. Населення становить 393 ос. (станом на 31 грудня 2020).